# 坂本直

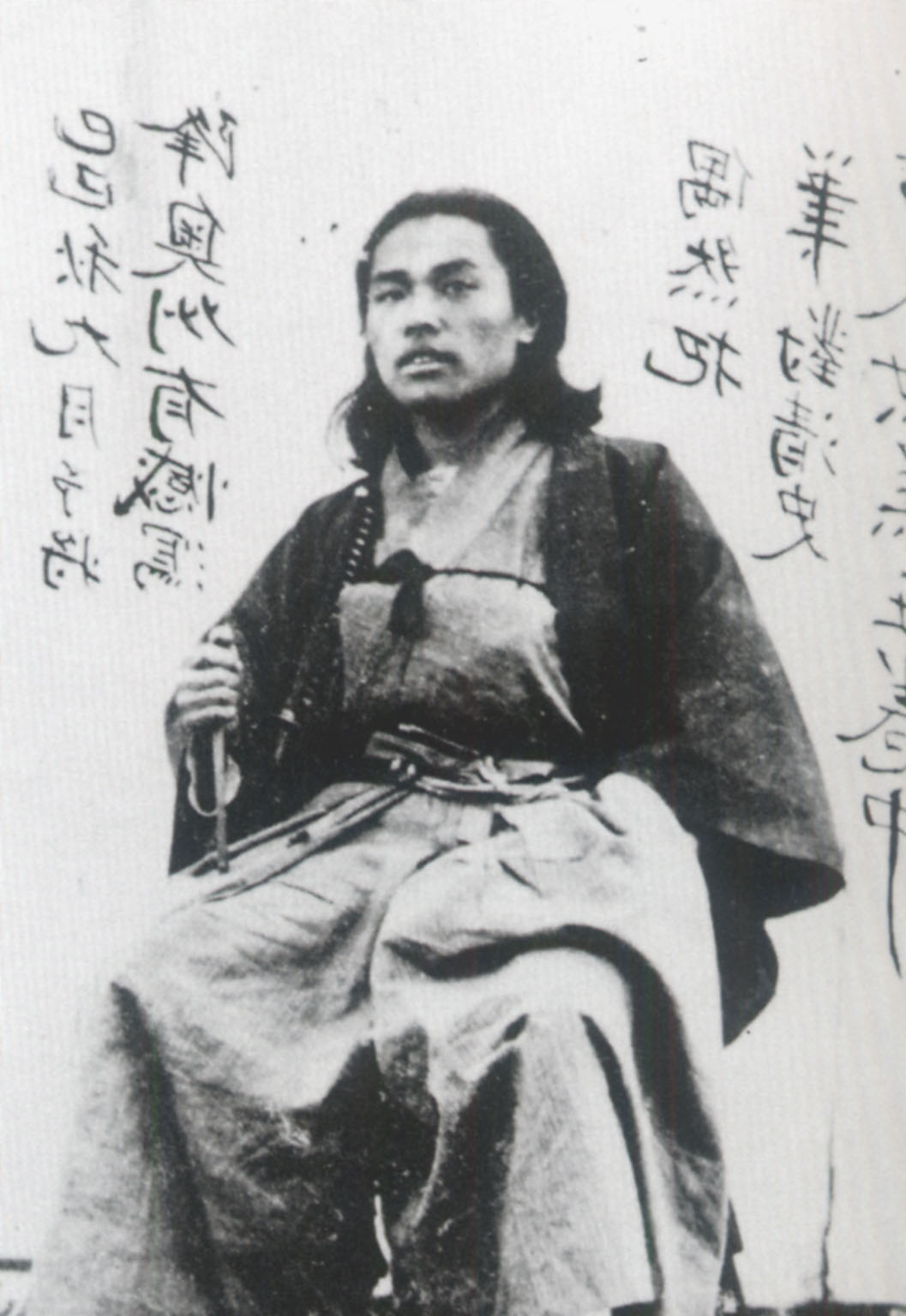
坂本直

坂本直（日语：／ Sakamoto Nao，1842年12月2日—1898年11月7日），是武士及海援隊隊士，也是坂本龍馬外甥，龍馬遭暗殺後繼承家督的位置。幕末時名為高松太郎。妻子為瀨田友吉之女‧阿留（1847-1915）。有孩子坂本直樹（夭折）與坂本直衛，及養子兼次郎與潔，弟弟則是坂本直寛。為坂本龍馬家當家之一，從龍馬開始算起為第2代當家。

## 生涯
天保13年（1842年）出生，為土佐藩鄉士・高松順藏及千鶴（龍馬的姐姐）的長男。
19歳時，前往九州進行劍術修行之旅。旅行中遇到武市半平太而因此加入 土佐勤王黨並投身於尊皇攘夷運動，之後在叔叔・龍馬介紹下，成為幕臣・勝海舟的弟子。在神戶海軍操練所學習航海術，但受到八月十八日政變的影響，土佐勤王黨遭到壓制，因此在文久3年（1863年）脱藩。之後，一時藏匿在薩摩藩，並與龍馬及陸奧宗光等人在長崎組成龜山社中（之後的海援隊）。在購買長州藩船ユニオン号等事情中活躍著。
王政復古後，以函舘裁判所權判事的身分前往函館赴任，但由於舊幕府軍進攻函館，因此與清水谷公考總督等人一起撤退到青森。維新後在宮内省工作，但很早就離職。
之後在明治4年（1871年）8月，繼承龍馬的家督之位，並從朝廷那邊獲得永世十五人扶持的待遇，並改名為坂本直。以後，歷任過東京府典事，宮内省雜掌，舎人等官職，但由於信仰基督教而遭宮內省免職。在皈依基督教後，成為高知教会(現在日本基督教團高知教会)的熱心信徒，並邀請同樣是基督徒而曾暗殺過龍馬的犯人今井信郎參與龍馬的法會。晩年與弟弟・直寛同居。
明治31年（1898年），因病而在57歲時過世。

## 家系
- 一條線為其親生孩子，雙重線為養子

直柔（龍馬） = 2.直 - 3.直衛 = 4.直道（直寛之子）

## 備註
1. ↑  天保13年11月1日
2. ↑  明治31年